# Burggraafschap Rheineck

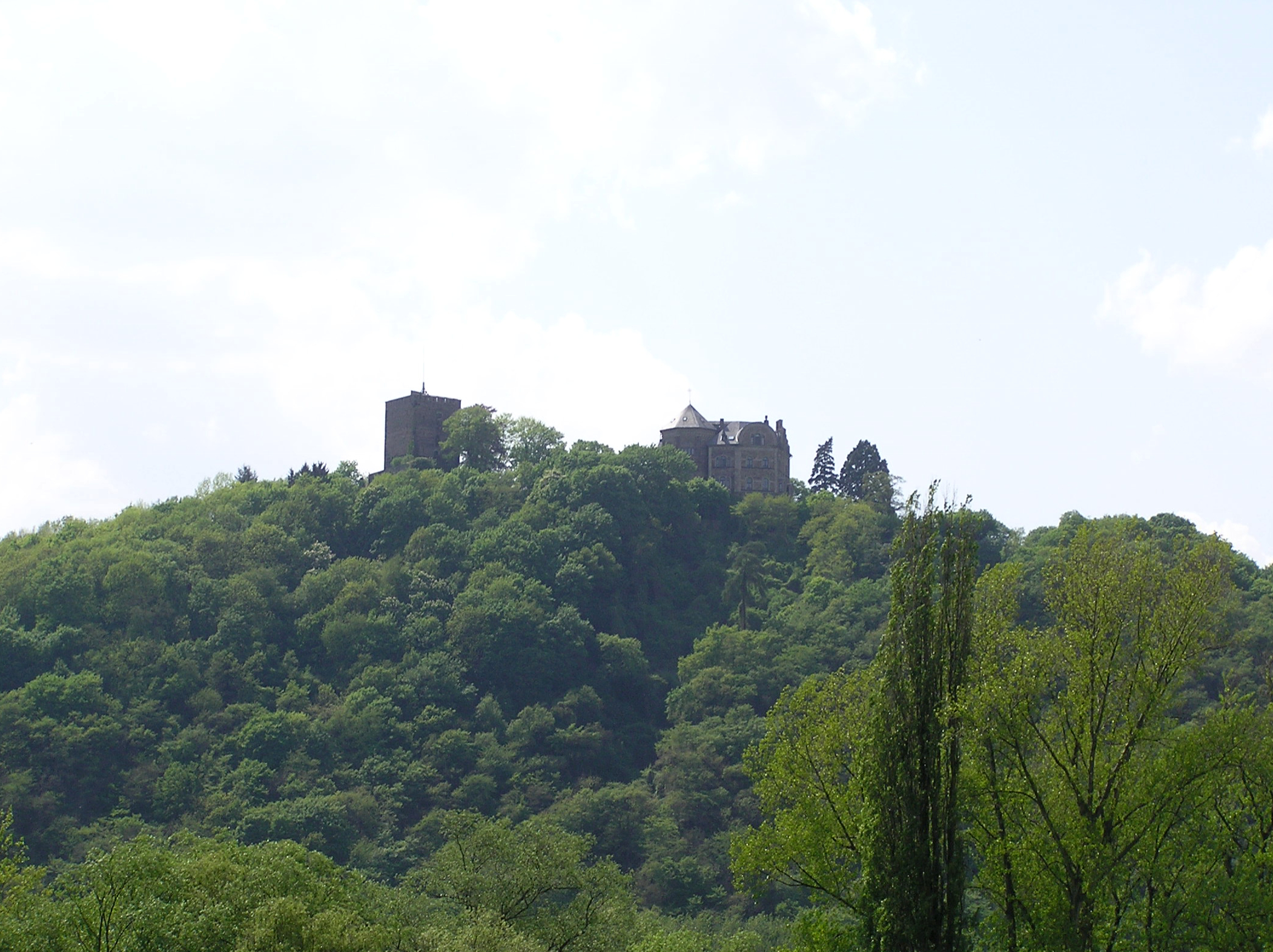
Burcht Rheineck

Rheineck was een tot de Keur-Rijnse Kreits behorend burggraafschap binnen het Heilige Roomse Rijk.
De burcht Rheineck ligt bij Bad Breisig, Kreis Ahrweiler, Rijnland-Palts.

## Geschiedenis
In de elfde eeuw is de burcht door de paltsgraven van de Rijn gebouwd. Otto I van Salm (rond 1080-1150) noemt zich als eerste in de twaalfde eeuw graaf van Rheineck. De burcht werd in 1151 verwoest door een halfbroer van keizer Koenraad III, maar de aartsbisschop van Keulen nam het gebied in bezit. De burcht werd in 1164 herbouwd. Omstreeks 1180 werd vermoedelijk de ridderlijke familie von Ulmen door de aartsbisschop van Keulen met de burcht beleend. Deze familie noemde zich al snel naar de burcht: burggraaf van Rheineck. Na het uitsterven van de familie van Rheineck kwam het burggraafschap aan de vrijheren van Warsberg. Deze verkochten het burggraafschap in 1654 aan de oostenrijkse graven van Sinzendorf. In 1698 werd het slot door Franse troepen verwoest. Na pogingen tot herbouw werd het slot in 1785 opnieuw door brand verwoest. Na 1832 liet de nieuwe eigenaar een nieuw slot bouwen.
In 1665 verwierven de graven van Sinzendorf ook de heerlijkheid Thannhausen in Zwaben. Daardoor kregen ze in 1667 een zetel oo de bank van de graven van Zwaben in de Rijksdag. Dit graafschap werd in 1708 verkocht aan het geslacht Stadion, onder behoud van de titel.
De burgraven van Rheineck hadden een zetel op de Westfaalse gravenbank van de Rijksdag.
Het burggraafschap werd in 1795 ingelijfd bij Frankrijk. In paragraaf 24 van de Reichsdeputationshauptschluss van 25 februari 1803 kregen de graven van Sinzendorf als schadeloosstelling voor het verlies van het burggraafschap Rheineck het dorp Winterrieden, dat tot dan toe deel uitmaakte van het gebied van de abdij Ochsenhausen. Voortaan voerden de graven de titel burggraaf van Winterrieden. Lang hebben de graven geen plezier gehad van hun nieuwe burggraafschap, want artikel 24 van de Rijnbondakte van 12 juli 1806 stelt het onder de soevereiniteit van het koninkrijk Beieren: de mediatisering.
Het voormalige burggraafschap werd door het Congres van Wenen in 1815 bij Pruisen gevoegd.

## Bezit
Het gebied bestond in de achttiende eeuw uit enige boerderijen en een huis in de stad Andernach.